# Hammerheart
Albums de Bathory
Blood Fire Death
(1988) Twilight of the Gods
(1991)
Hammerheart est le cinquième album studio du groupe suédois de metal extrême Bathory. Il poursuit Blood Fire Death dans l'éloignement progressif de Bathory du black metal et dans la conception de ce qui est devenu reconnu comme du Viking metal. Il est considéré comme une pierre angulaire du genre.

## Liste des chansons
1. Shores in Flames - 11:07
2. Valhalla - 9:33
3. Baptised in Fire and Ice - 7:57
4. Father to Son - 6:28
5. Song to Hall Up High - 2:30
6. Home of Once Brave - 6:43
7. One Rode to Asa Bay - 10:23
8. Outro - 0:52

## Critique
AllMusic décrit l'album comme « un triomphe absolu du groupe pionnier suédois ».

## Personnel
- Quorthon – guitare électrique, chants, synthétiseurs et production
- Kothaar - basse
- Vvornth - batterie, percussions

- Boss Forsberg – production
- Julia Schechner – album design
- Sir Frank Dicksee – artwork, The Funeral of a Viking